# Budgetpromenaden

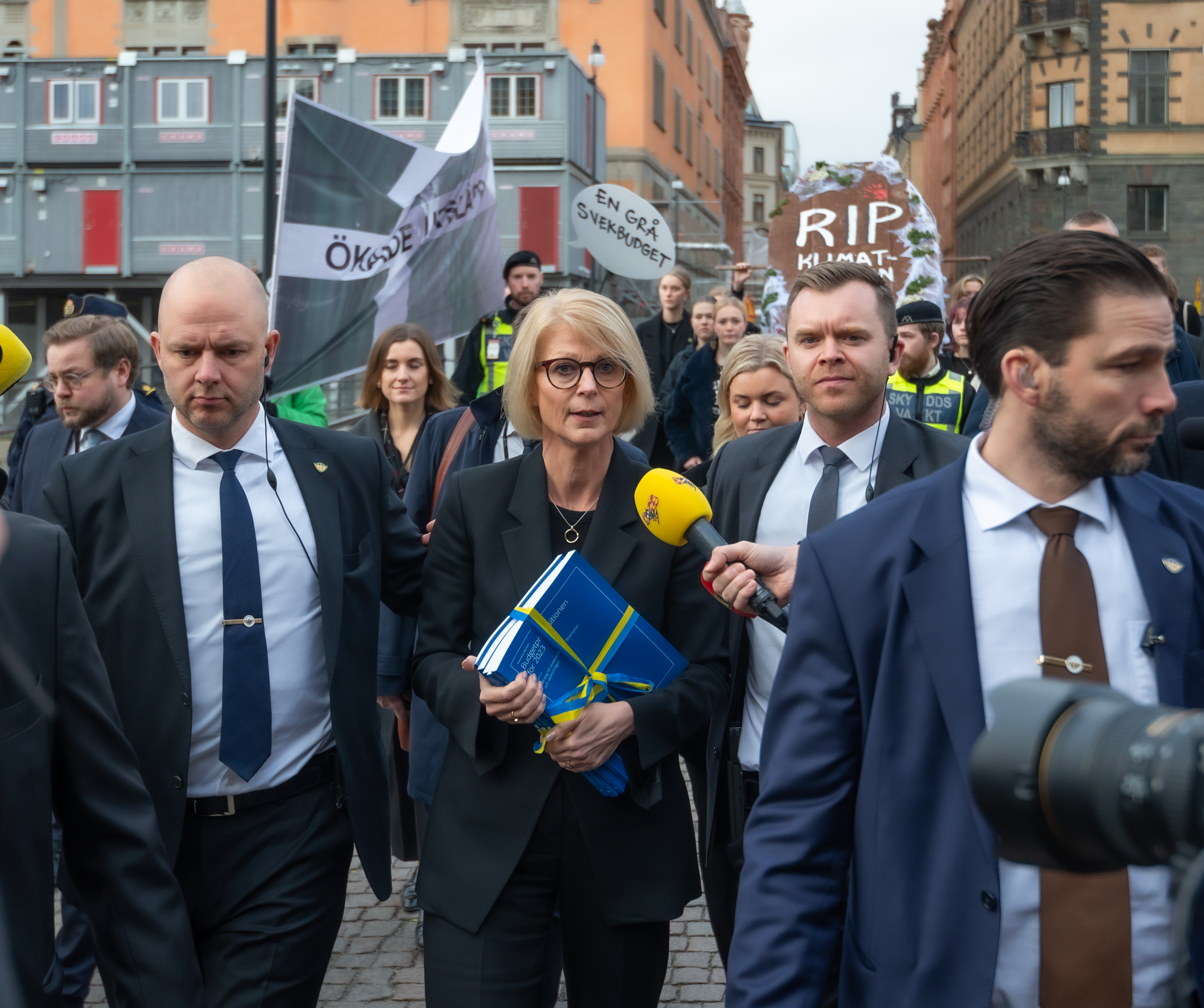
Elisabeth Svantesson durante la budgetpromenaden dell'8 novembre 2022.

La budgetpromenaden (in italiano: "la passeggiata del budget") è un tradizionale evento annuale in cui il Ministro delle finanze della Svezia presenta al parlamento svedese (il Riksdag) la proposta della legge di bilancio per l'anno venturo.

## Descrizione
Svoltasi solitamente verso metà settembre e ad aprile a Stoccolma, essa consiste soprattutto in un rituale trasporto dell'intera legge finanziaria - stampata in vari plichi legati assieme da un nastro recante i colori nazionali, dal Dipartimento delle finanze (Finansdepartementet) alla sede del Riksdag, per un totale di circa 400 metri fisicamente percorsi.
Il plico (chiamato "den nådiga luntan", o "il tomo grazioso") è stato oggetto di revisione negli anni: nel settembre 1999 la proposta di budget fu consegnata per la prima volta anche in formato digitale, stampato su CD. Nel 2006 si ritorna al formato completamente cartaceo.